# NGC 4375
NGC 4375 é uma galáxia espiral barrada (SBab/P) localizada na direcção da constelação de Coma Berenices. Possui uma declinação de +28° 33' 31" e uma ascensão recta de 12 horas, 25 minutos e 00,4 segundos.
A galáxia NGC 4375 foi descoberta em 11 de Abril de 1785 por William Herschel.